# قرية الهبي (العرش)

تعديل مصدري - تعديل

قرية الهبي هي إحدى قرى عزلة العرش بمديرية العرش التابعة لمحافظة البيضاء، بلغ تعداد سكانها 326 نسمة حسب تعداد اليمن لعام 2004.